# L'Hôtellerie-de-Flée
L'Hôtellerie-de-Flée est une ancienne commune française située dans le département de Maine-et-Loire, en région Pays de la Loire.
Elle est depuis le 15 décembre 2016 intégrée à la nouvelle commune de Segré-en-Anjou Bleu.

## Géographie
Située dans le Segréen à 7 km de Segré, l'une des sous-préfectures du Maine-et-Loire, et à 13 km de Craon, en Mayenne, l'Hôtellerie-de-Flée est également situé à mi-chemin entre Angers et Laval.
La commune se situe sur l'unité paysagère du Plateau du Segréen.

## Toponymie
Autrefois appelée Hospitale de Fleio (1419), puis Hospicium de Flée (1550), c'est vers 1611 (date du premier registre paroissial) que le village trouve son nom actuel L'Hôtellerie-de-Flée.
Le terme hôtellerie a en toponymie une signification proche de « hôpital ».

## Histoire
L'hôtellerie était destinée à accueillir les pèlerins sur la route de Saint-Jacques-de-Compostelle ou du Mont-Saint-Michel et dépendait du couvent Notre-Dame-des-Anges dont on retrouve le nom dans la commune voisine de Saint-Quentin-les-Anges. Ce couvent franciscain a été édifié au début du XVe siècle par Pierre de Rohan, maréchal de Gié.
La maison dite des anges s'est également appelée domaine Saint-Jacques.
Dans les années 1920, il y eut une expérience d’exploitation collectiviste, en dehors des cadres capitalistes, d’une ardoisière.

## Politique et administration

### Administration municipale

#### Administration actuelle
Depuis le 15 décembre 2016 L'Hôtellerie-de-Flée constitue une commune déléguée au sein de la commune nouvelle de Segré-en-Anjou Bleu et dispose d'un maire délégué.
| Période                                  | Période  | Identité         | Étiquette      | Qualité                                                     |
| ---------------------------------------- | -------- | ---------------- | -------------- | ----------------------------------------------------------- |
| décembre 2016                            | mai 2020 | Claude Grosbois  | Sans étiquette | Maire délégué                                               |
| mai 2020                                 | en cours | Pierre Rochepeau | Sans étiquette | Maire délégué, adjoint au patrimoine de Segré-en-Anjou-Bleu |
| Les données manquantes sont à compléter. |          |                  |                |                                                             |

#### Administration ancienne
| Période                                  | Période       | Identité        | Étiquette      | Qualité |
| ---------------------------------------- | ------------- | --------------- | -------------- | ------- |
| mars 2001                                | mars 2014     | Joël Rongère    | Sans étiquette | Maire   |
| mars 2014                                | décembre 2016 | Claude Grosbois | Sans étiquette | Maire   |
| Les données manquantes sont à compléter. |               |                 |                |         |

### Ancienne situation administrative
La commune est membre de la communauté de communes du Canton de Segré, elle-même membre du syndicat mixte Pays de l'Anjou bleu, Pays segréen, jusqu'à son intégration dans Segré-en-Anjou Bleu.

## Population et société

### Évolution démographique
L'évolution du nombre d'habitants est connue à travers les recensements de la population effectués dans la commune depuis 1793. À partir du 1er janvier 2009, les populations légales des communes sont publiées annuellement dans le cadre d'un recensement qui repose désormais sur une collecte d'information annuelle, concernant successivement tous les territoires communaux au cours d'une période de cinq ans. 
Pour les communes de moins de 10 000 habitants, une enquête de recensement portant sur toute la population est réalisée tous les cinq ans, les populations légales des années intermédiaires étant quant à elles estimées par interpolation ou extrapolation. Pour la commune, le premier recensement exhaustif entrant dans le cadre du nouveau dispositif a été réalisé en 2008,.
En 2014, la commune comptait 514 habitants, en évolution de +6,86 % par rapport à 2009 (Maine-et-Loire : +3,3 %, France hors Mayotte : +2,49 %).
| 1793 | 1800 | 1806 | 1821 | 1831 | 1836 | 1841 | 1846 | 1851 |
| ---- | ---- | ---- | ---- | ---- | ---- | ---- | ---- | ---- |
| 708  | 633  | 711  | 720  | 701  | 706  | 691  | 690  | 689  |

| 1856 | 1861 | 1866 | 1872 | 1876 | 1881 | 1886 | 1891 | 1896 |
| ---- | ---- | ---- | ---- | ---- | ---- | ---- | ---- | ---- |
| 653  | 665  | 686  | 635  | 636  | 635  | 612  | 604  | 567  |

| 1901 | 1906 | 1911 | 1921 | 1926 | 1931 | 1936 | 1946 | 1954 |
| ---- | ---- | ---- | ---- | ---- | ---- | ---- | ---- | ---- |
| 574  | 563  | 639  | 541  | 548  | 505  | 489  | 462  | 470  |

| 1962 | 1968 | 1975 | 1982 | 1990 | 1999 | 2008 | 2013 | 2014 |
| ---- | ---- | ---- | ---- | ---- | ---- | ---- | ---- | ---- |
| 446  | 385  | 353  | 335  | 354  | 375  | 478  | 512  | 514  |

### Pyramide des âges
La population de la commune est relativement jeune. Le taux de personnes d'un âge supérieur à 60 ans (15,1 %) est en effet inférieur au taux national (21,8 %) et au taux départemental (21,4 %).
Contrairement aux répartitions nationale et départementale, la population masculine de la commune est supérieure à la population féminine (50,4 % contre 48,7 % au niveau national et 48,9 % au niveau départemental).
La répartition de la population de la commune par tranches d'âge est, en 2008, la suivante :
- 50,4 % d’hommes (0 à 14 ans = 28,2 %, 15 à 29 ans = 21,6 %, 30 à 44 ans = 21,6 %, 45 à 59 ans = 16,6 %, plus de 60 ans = 12 %) ;
- 49,6 % de femmes (0 à 14 ans = 24,5 %, 15 à 29 ans = 19,4 %, 30 à 44 ans = 24,1 %, 45 à 59 ans = 13,9 %, plus de 60 ans = 18,1 %).

| Hommes | Classe d’âge | Femmes |
| ------ | ------------ | ------ |
| 0,0    | 90 ans ou +  | 0,8    |
| 3,7    | 75 à 89 ans  | 6,8    |
| 8,3    | 60 à 74 ans  | 10,5   |
| 16,6   | 45 à 59 ans  | 13,9   |
| 21,6   | 30 à 44 ans  | 24,1   |
| 21,6   | 15 à 29 ans  | 19,4   |
| 28,2   | 0 à 14 ans   | 24,5   |

| Hommes | Classe d’âge | Femmes |
| ------ | ------------ | ------ |
| 0,4    | 90 ans ou +  | 1,1    |
| 6,3    | 75 à 89 ans  | 9,5    |
| 12,1   | 60 à 74 ans  | 13,1   |
| 20,0   | 45 à 59 ans  | 19,4   |
| 20,3   | 30 à 44 ans  | 19,3   |
| 20,2   | 15 à 29 ans  | 18,9   |
| 20,7   | 0 à 14 ans   | 18,7   |

## Économie
Sur 48 établissements présents sur la commune à fin 2010, 46 % relevaient du secteur de l'agriculture (pour une moyenne de 17 % sur le département), 6 % du secteur de l'industrie, 4 % du secteur de la construction, 35 % de celui du commerce et des services et 8 % du secteur de l'administration et de la santé.

## Culture locale et patrimoine

### Lieux et monuments
- Église Saint-Nicolas.
- Ancien couvent de Notre-Dame-des-Anges, au lieu-dit les Anges[17].
- Château de la Faucille, du XVIIe siècle[18].
- Réplique de la grotte de Lourdes.
- Vestiges de la motte de Flée[19], centre d'un château fort sur motte. Le château aurait été détruit en 1373. En 1707, le lieu seigneurial de Flée avec sa chapelle et « l'ancienne motte du château sous laquelle il y a une cave voûtée » est mentionné dans une expertise des biens de la seigneurie de Mortiercrolle[20].

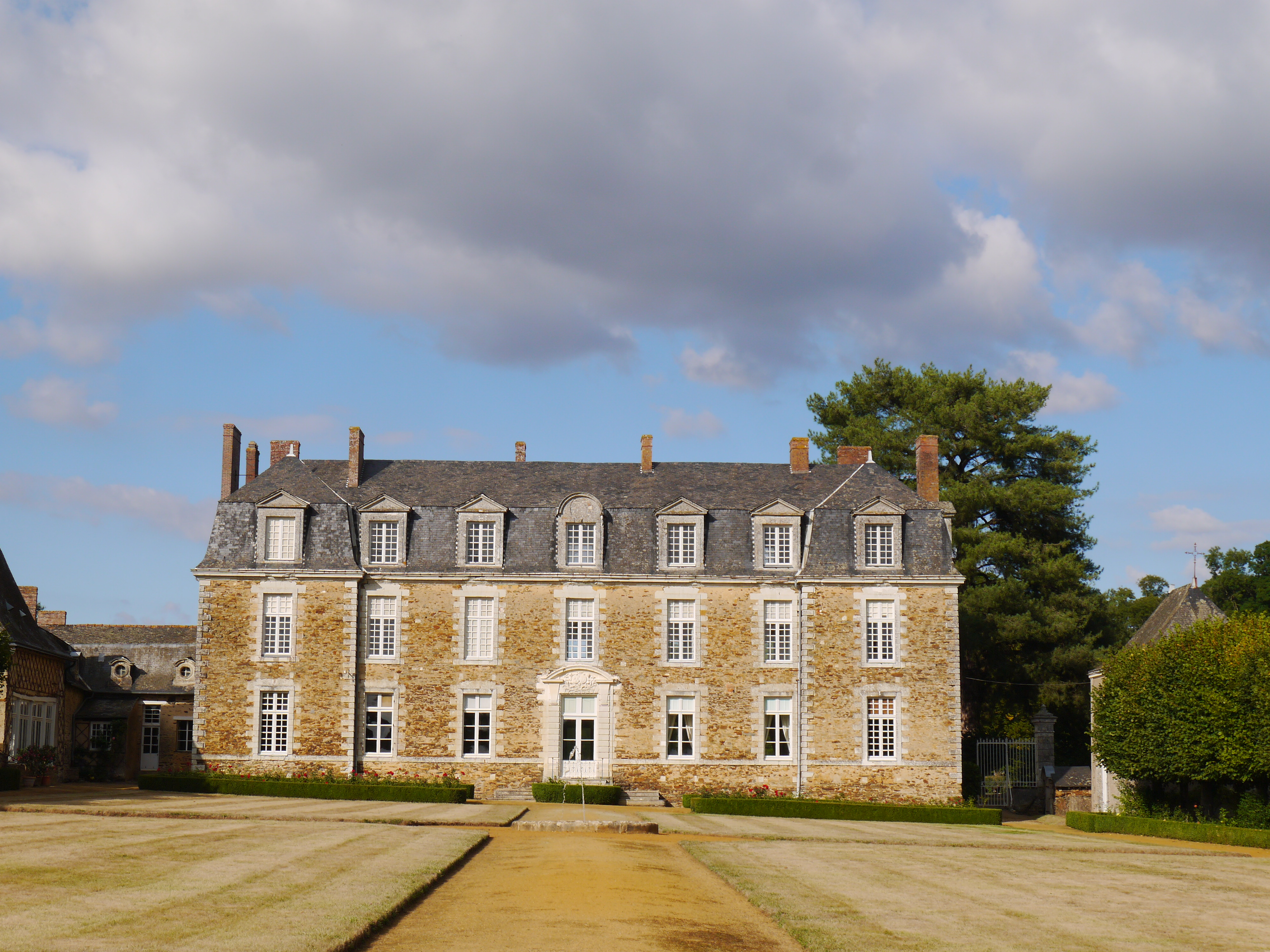
Château de la Faucille  Inscrit MH (1972).
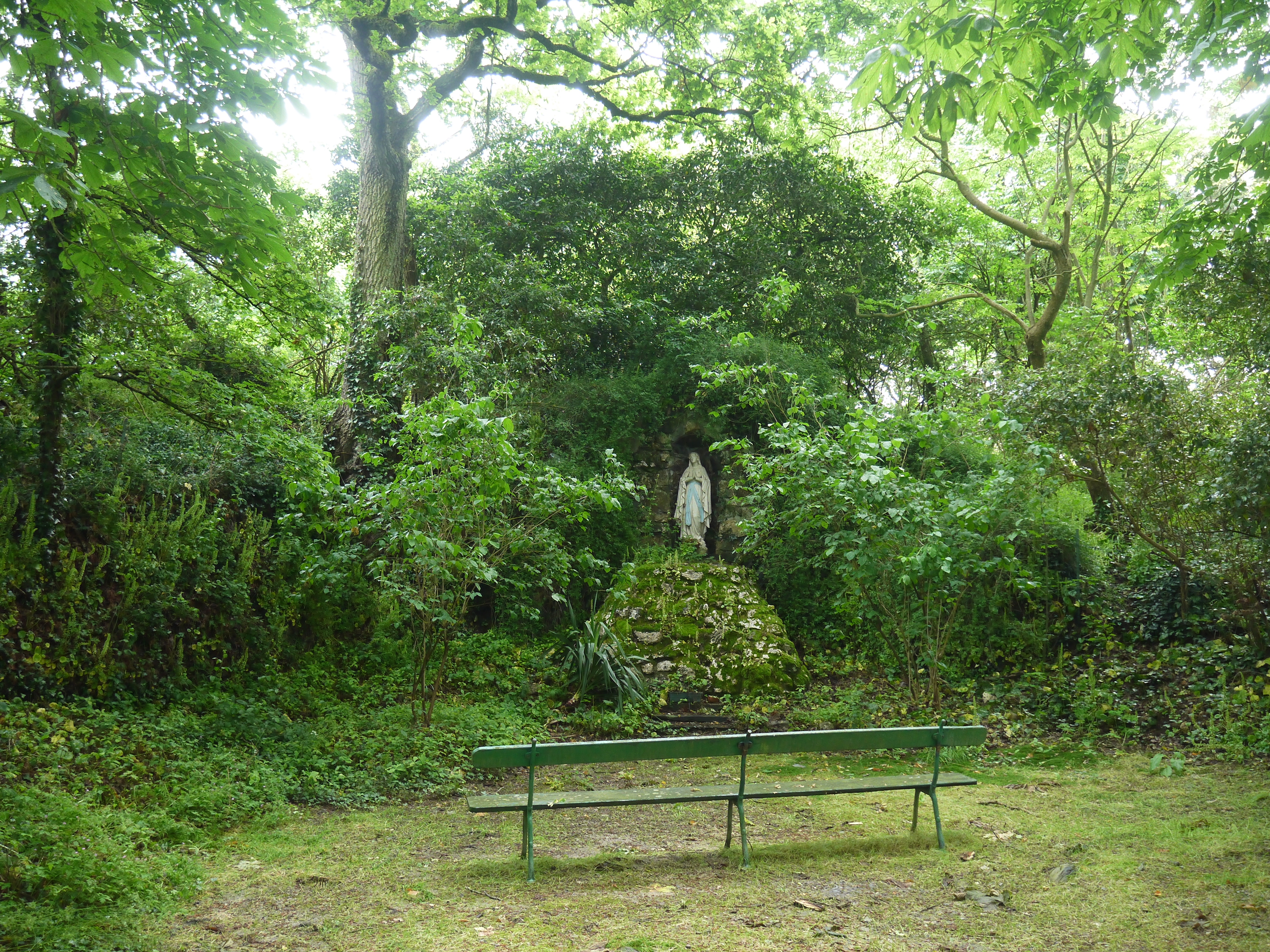
Réplique de la grotte de Lourdes, chemin des Loges.